# Cabezas del Villar
Cabezas del Villar é um município da Espanha na província de Ávila, comunidade autónoma de Castela e Leão, de área 110,07 km² com população de 393 habitantes (2007) e densidade populacional de 3,57 hab./km².

## Demografia
| Variação demográfica do município entre 1991 e 2004 | Variação demográfica do município entre 1991 e 2004 | Variação demográfica do município entre 1991 e 2004 | Variação demográfica do município entre 1991 e 2004 |
| --------------------------------------------------- | --------------------------------------------------- | --------------------------------------------------- | --------------------------------------------------- |
| 1991                                                | 1996                                                | 2001                                                | 2004                                                |
| 579                                                 | 510                                                 | 455                                                 | 423                                                 |